# Agnes Knochenhauer
Agnes Knochenhauer (Stockholm, 5 mei 1989) is een Zweeds curlingspeelster.

## Biografie
Knochenhauer speelt bij de Zweedse club Sundbybergs CK. In 2010 en 2013 werd ze met haar team Europees kampioen. In 2013 werd ze tweede op het WK. Ze maakte als reserve deel uit van het Zweedse team dat op het vrouwentoernooi van de Olympische Spelen in Sotsji zilver won. Vier jaar later haalde ze met de Zweedse ploeg wederom de olympische finale, die ditmaal wel gewonnen werd. In 2022 won ze brons.
1998: Gudereit, McCusker, Betker, Schmirler ·
2002: Martin, Morton, Knox, MacDonald, Rankin ·
2006: Norberg, Lund, Lindahl, Svärd, Bergman ·
2010: Norberg, Lund, Lindahl, Le Moine, Bergström ·
2014: Jones, Lawes, McEwen, Officer, Wall ·
2018: Hasselborg, Knochenhauer, Mabergs, McManus, Wåhlin ·
2022: Muirhead, Wright, Dodds, Duff, Smith